# Manerebia monops
Manerebia monops är en fjärilsart som beskrevs av Hayward 1949. Manerebia monops ingår i släktet Manerebia och familjen praktfjärilar. Inga underarter finns listade i Catalogue of Life.